# Cónclave de 1352
El cónclave papal de 1352 (16 al 18 de diciembre) se llevó a cabo después de la muerte del Papa Clemente VI, y que eligió como su sucesor, al cardenal Étienne Aubert, que bajo el nombre de Inocencio VI se convirtió en quinto Papa del papado de Aviñón. Este cónclave es notable debido a que durante su celebración, los cardenales por primera vez en la historia suscribieron una capitulación electoral, que limitaba el poder de elegir.

## Cardenales electores
El Papa Clemente VI murió el 6 de diciembre de 1352 en Aviñón. Durante su pontificado, constantemente se negó a regresar a Roma y compró la soberanía de Aviñón (dónde residía la corte papal) a la reina Juana I de Nápoles. En el momento de su muerte, había 26 cardenales vivos. 25 de ellos participaron en el cónclave.

### Cardenales presentes
- Pierre Desprès, decano del Colegio de Cardenales y Vicecanciller de la Santa Sede.
- Hélie de Talleyrand-Périgord
- Bertrand de Déaulx
- Guillaume de Court, O.Cist., camarlengo del Sacro Colegio.
- Etienne Aubert, gran penitenciario. Elegido Inocencio VI.
- Guillaume d'Aure, O.S.B., inquisidor general.
- Hugues Roger, O.S.B.
- Pierre Bertrand de Colombier
- Gil Álvarez Carrillo de Albornoz
- Pasteur de Sarrats, O.F.M.
- Raymond de Canillac, C.R.S.A.
- Guillaume d'Aigrefeuille, O.S.B.
- Nicola Capocci, arcipreste de la Basílica Liberiana.
- Pasqual de Montesquieu
- Arnaud de Villemur, C.R.S.A.
- Pierre de Cros
- Gilles Rigaud, O.S.B.
- Jean de Moulins, O.P.
- Gaillard de la Mothe, protodiácono.
- Bernard de la Tour
- Guillermo de La Jugie
- Nicolas de Besse
- Pierre Roger de Beaufort, arcipreste de la Basílica Laterana.
- Rinaldo Orsini
- Jean de Caraman

19 electores fueron creados por el Papa Clemente VI, y 8 de ellos eran sus familiares. De los 6 restantes, 3 fueron creados por Juan XXII y 3 por Benedicto XII.
El puesto de Camarlengo de la Santa Iglesia Romana, el más importante durante la sede vacante, fue ocupado por Stefano Aldebrandi Cambaruti, arzobispo de Toulouse (sin ser cardenal).

### Cardenales ausentes
Un cardenal creado por Clemente VI no participó en este cónclave, ya que sirvió como legado apostólico, tratando sin éxito de establecer la paz entre el Reino de Francia y el Reino de Inglaterra en la Guerra de los Cien Años.
- Guy de Boulogne, legado apostólico en Francia.

## Primeracapitulación cónclavede la historia

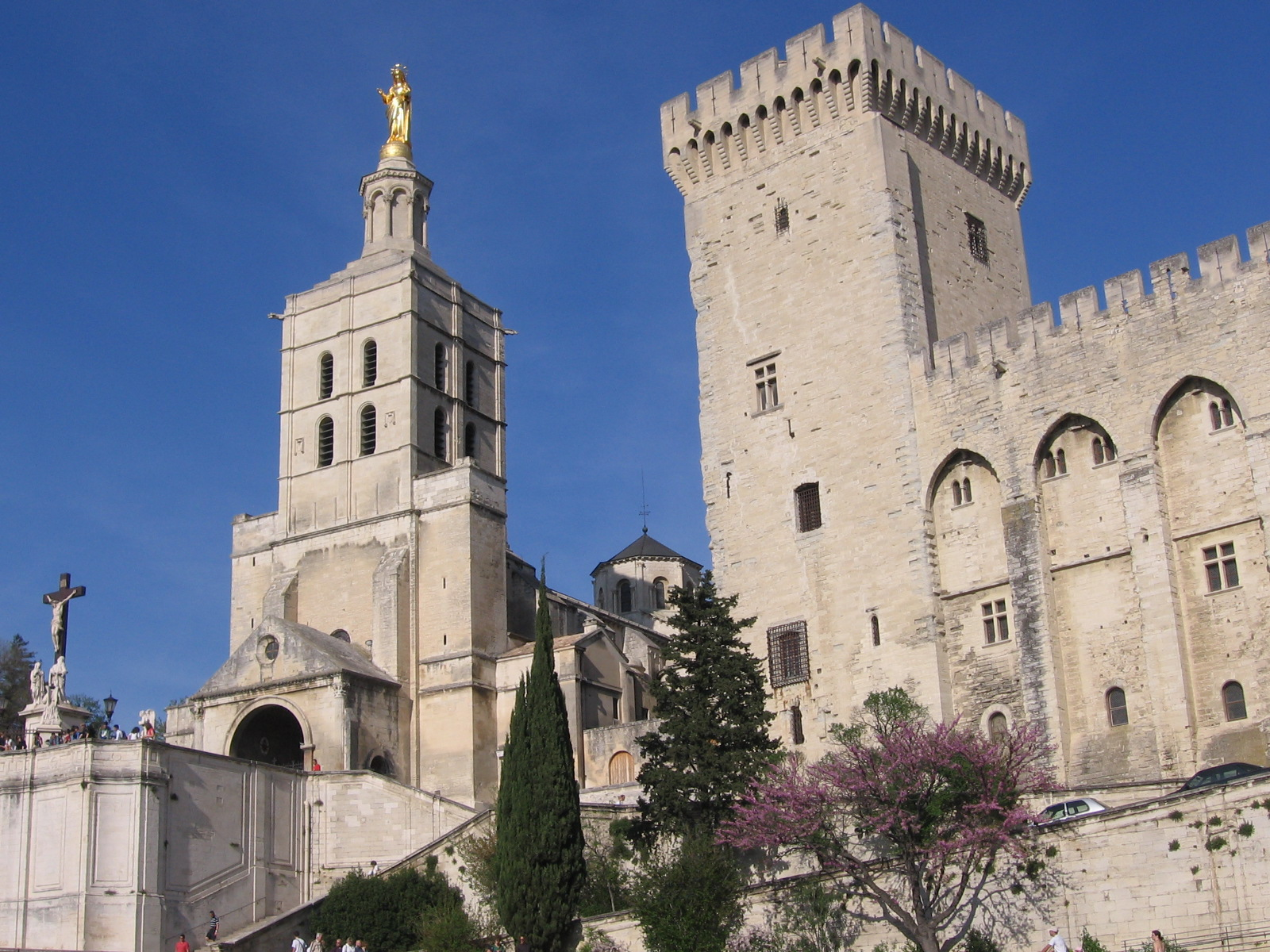
Palacio Papal de Aviñón.

El 16 de diciembre, 25 cardenales entraron en el cónclave en el Palacio Papal de Aviñón. Inicialmente, todos los electores suscribieron la primera capitulación cónclave de la historia, aunque varios de ellos (incluyendo el cardenal Aubert) lo hicieron con reserva, en la medida en que no era contraria a la ley eclesiástica. Los términos de la capitulación fueron las siguientes:
- El Colegio cardenalicio quedaba limitado a 20, y se podían crear nuevos cardenales cuando quedaran sólo 16.
- Dos tercios del Colegio eran necesarios para aprobar una creación, excomunión, privación del sufragio, o reducción de los bienes o ingresos de los cardenales, o para solicitar subvenciones de reyes o clérigos.
- Colegio concede poder de veto en las decisiones papales y políticas.
- Todos los ingresos papales eran compartida con el Colegio.

La suscripción de esta capitulación se considera como parte de la estrategia general del Colegio cardenalicio para limitar el poder papal y para transformar el gobierno de la Iglesia en una oligarquía en vez de una monarquía.

## Elección de Inocencio VI
Después de suscribir la capitulación, los cardenales iniciaron los procedimientos electorales. Inicialmente, la candidatura de Jean Birel, general de la Orden de Cartujos, que no era cardenal, y venerados por su santidad, se propuso. Pero el cardenal Talleyrand afirmó que no sería prudente, y muy peligroso, en circunstancias tan críticas en Europa como para elegir a un nuevo Celestino V, es decir, un santo pero un incompetente total como pontífice. Los electores finalmente estuvieron de acuerdo con él y abandonaron la candidatura de Birel en favor del cardenal Étienne Aubert, obispo de Ostia, siendo elegido por unanimidad el 18 de diciembre. Aceptó su elección y tomó el nombre de Inocencio VI. El 30 de diciembre fue coronado solemnemente en la catedral de Aviñón por el cardenal Gaillard de la Mothe, protodiácono.
El 6 de julio de 1353, Inocencio VI declaró la capitulación acordada por el cónclave invadida como una violación de la norma que restringía los negocios durante un cónclave para la elección del nuevo papa y como infracción a la plenitud del poder inherente del oficio papal. A pesar de ello, las capitulaciones electorales fueron suscritas en la mayoría de los cónclaves que se celebraron durante los 3 siglos posteriores.